# Pionites leucogaster
El caique de cabeza naranja (Pionites leucogaster) es una especie de ave psitaciforme de la familia Psittacidae que habita el bosque húmedo y las zonas arboladas cercanas a la Amazonia, hacia el sur del río Amazonas, en países tales como Bolivia, Brasil y Perú. Es común en su zona de distribución y también puede vérselo en áreas protegidas, como el Parque Nacional del Manú y la Reserva Nacional Tambopata, en Perú; el Parque Estatal Cristalino (cerca de Alta Floresta), el Parque Nacional Xingu y el Parque Nacional de la Amazonia, en Brasil; y el Parque Nacional Madidi, en Bolivia.

## Descripción
El caique de cabeza naranja tiene un plumaje de color mayormente naranja amarillento. Su vientre es blanco, sus alas y espalda verdes y su pico y patas de tono rosáceo claro. Las plumas de las puntas de las alas presentan coloración azulada. Los pichones tienen plumas marrones o negras en la cabeza y la cara, amarillas en el vientre y patas grises. Por lo general, las plumas sin color caen y son reemplazadas por otras naranjas o blancas, a medida que el ave va madurando. Los pichones también tienen iris castaño oscuro, que se vuelve anaranjado con la edad. Su esperanza de vida es de 20 a 30 años.
Los adultos miden entre 23 y 26 cm de alto, y pesan entre 130 y 170 g.

## Alimentación
Estas aves tienen diferentes fuentes de alimento, según se encuentren en libertad o en cautiverio. En libertad se alimentan principalmente de semillas, bayas y frutas propias de la zona en que viven. En cautiverio, aunque comen también frutas y bayas, pueden alimentarse asimismo de diversos vegetales o de preparados artificiales que se adquieren en tiendas comerciales.

## Reproducción
La temporada reproductiva de esta especie inicia en primavera, las hembras ponen 3 huevos en promedio, que serán incubados durante 26 días, y ambos padres son los encargados de alimentar a las crías.

## Subespecies

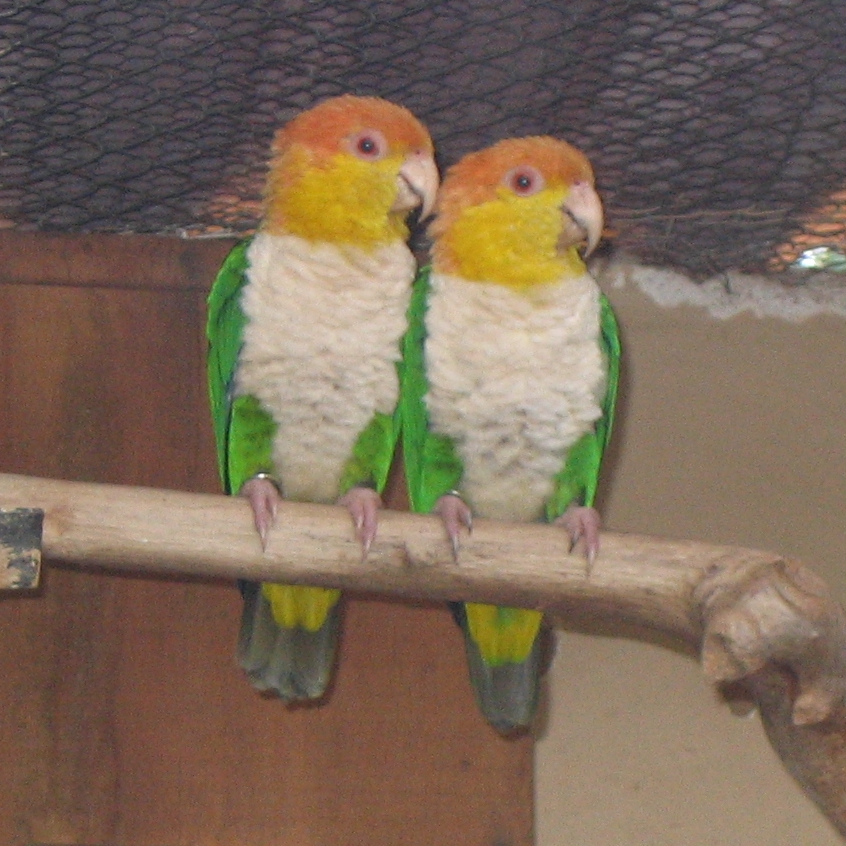
Pionites leucogaster leucogaster en Foz de Iguazú.

Esta ave tiene tres subespecies reconocidas:
- Pionites leucogaster leucogaster. Se encuentra en la parte oriental de la zona de distribución. Tiene los muslos y la parte superior de la cola de color verde.
- P. l. xanthomerius. Habita la parte occidental de la zona de distribución. Presenta muslos amarillos y parte superior de la cola de color verde.
- P. l. xanthurus. Vive en la parte central del área de distribución. Posee muslos y parte superior de la cola amarillos.

En los Estados Unidos la subespecie más popular como mascota es P. l. xanthomerius. P. l. leucogaster no suele verse en cautiverio. Es aún menos frecuente que viva enjaulada P. l. xanthurus.

## Amenazas
Lamentablemente, este divertido lorito está catalogado como especie en peligro de extinción, siendo sus principales amenazas la pérdida de hábitat por deforestación y la caza ilegal para el comercio de mascotas. Por ello, si estás interesado en este lorito como mascota, asegúrate de adquirirlo en un criadero que cuente con todos los permisos para su venta legal, de lo contrario, estarías contribuyendo a la extinción de este bello animal.